# Roc d'Ardenne
De Roc d'Ardenne is een mountainbikewedstrijd die jaarlijks in de maand mei in 2011 en 2012 gehouden werd in Stoumont, en vanaf 2013 in Houffalize. Het is de Belgische tegenhanger van de Franse MTB-klassieker de Roc d'Azur.

## Opzet
In 2011 en 2012 hoorde de MTB-wedstrijd van Stoumont bij de Belgian MTB Grand Prix. Met het verdwijnen van dit regelmatigheidscriterium in 2013 richtte organisator Golazo samen met ASO de Roc d'Ardenne in. De bedoeling is om telkens één weekend lang wedstrijden van de verscheidene mountainbikedisciplines te houden, naar voorbeeld van de Roc d'Azur.
Zo staat er vanaf 2014 op vrijdag een klimtijdrit op het programma. Op zaterdag een cross-countrywedstrijd van de E1-categorie, op zondag een marathon van de World Series.

## Marathon

### Mannen
| Jaar    | Goud              | Zilver           | Brons             |
| ------- | ----------------- | ---------------- | ----------------- |
| 2016    | Sören Nissen      | Sascha Weber     | Tim Böhme         |
| 2015    | Sören Nissen      | Markus Kaufmann  | Sven Nys          |
| 2014    | Sören Nissen      | Luis Leao Pinto  | Jiri Novak        |
| 2014(*) | Sébastien Carabin | Damien Guillemet | Octavien Maillard |

(*): Uitslag halve marathon

### Vrouwen
| Jaar | Goud                 | Zilver           | Brons                |
| ---- | -------------------- | ---------------- | -------------------- |
| 2016 | Sally Bigham         | Helene Marcouyre | Kristien Achten      |
| 2015 | Alice Pirard         | Milena Landtwing | Ann-Katrin Hellstern |
| 2014 | Michelina Ziotkowska | Eszter Dosa      | Alice Pirard         |

## Cross-Country

### Mannen
| Jaar | Goud              | Zilver         | Brons             |
| ---- | ----------------- | -------------- | ----------------- |
| 2016 | Kevin Van Hoovels | Sonke Wegner   | Patrick Vermeire  |
| 2015 | Bart De Vocht     | David Rosa     | Hans Becking      |
| 2014 | Matthias Wengelin | David Rosa     | Sven Nys          |
| 2013 | Kevin Van Hoovels | Frank Beemer   | Sébastien Carabin |
| 2012 | Julien Absalon    | Maxime Marotte | Klaus Nielsen     |
| 2011 | Julien Absalon    | Sven Nys       | Rudi van Houts    |

### Vrouwen
| Jaar | Goud                   | Zilver           | Brons             |
| ---- | ---------------------- | ---------------- | ----------------- |
| 2016 | Emmanuelle Belpaire    | Sandrine Koening | Allison Zava      |
| 2015 | Kathrin Stirnemann     | Anne Terpstra    | Laura Metzler     |
| 2014 | Githa Michiels         | Anne Terpstra    | Samara Sheppard   |
| 2013 | Marquerite de Neve     | Steffi Derveaux  | Kerry Macphee     |
| 2012 | Annie Last             | Samara Sheppard  | Laura Turpijn     |
| 2011 | Pauline Ferrand-Prevot | Elise Marchal    | Joyce Vanderbeken |

## Enduro

### Mannen
| Jaar | Goud             | Zilver           | Brons          |
| ---- | ---------------- | ---------------- | -------------- |
| 2015 | Olivier Bruwiere | Jelmer Pietersma | Kris Hertsens  |
| 2014 | Olivier Bruwiere | Jeff Luyten      | Grégory Masson |

### Vrouwen
| Jaar | Goud            | Zilver         | Brons |
| ---- | --------------- | -------------- | ----- |
| 2014 | Kristien Achten | Kristien Nelen |       |

Kampioenschappen:  Olympische Spelen ·
 Wereldkampioenschappen ·
WK marathon ·
 Europese kampioenschappen
 Belgie ·
 Denemarken ·
 Duitsland ·
 Finland ·
 Frankrijk ·
 Groot-Brittannië ·
 Italie ·
 Nederland ·
 Oostenrijk ·
 Polen ·
 Zwitserland
Klassementen:  Wereldbeker ·
 3 Nations Cup
Meerdaagse wedstrijden  Cape Epic ·
 Transalp Challenge ·
 Crocodile Trophy ·
 Belgian Mountainbike Challenge
Eendaagse wedstrijden:  Grand Prix d’Europe ·
 Hondsrug Classic ·
 Roc d'Ardenne ·
 Roc d'Azur ·
 Salzkammergut Trophy ·
 Sea Otter Classic ·
 Stappenbelt MTB Trophy
Strandraces:  De Panne Beach Endurance ·
 Egmond-pier-Egmond ·
 Hoek van Holland-Den Helder
Historisch:  Benelux Cup ·  Belgian MTB Grand Prix ·  MTB Topcompetitie